# Ixodes elongatus
Ixodes elongatus är en fästingart som beskrevs av C.L. Bedford 1929. Ixodes elongatus ingår i släktet Ixodes och familjen hårda fästingar. Inga underarter finns listade i Catalogue of Life.